# Ифитеја
Ифитеја је у грчкој митологији била краљица Лаконије.

## Митологија
Била је Прогнајева кћерка и супруга краља Диона. Она је срдачно угостила бога Аполона и он је заузврат даровао њене три кћерке, Орфу, Лико и Карију способношћу прорицања, али уз услов да никада не издају богове нити да затраже оно што је забрањено.